# Krugowiny
Krugowiny (biał. Круговіны; ros. Круговины) – wieś na Białorusi, w obwodzie mińskim, w rejonie stołpeckim, w sielsowiecie Derewno.
W dwudziestoleciu międzywojennym wieś leżała w Polsce, w województwie nowogródzkim, w powiecie stołpeckim.
W październiku 1943 partyzanci sowieccy ogołocili wszystkich mieszkańców Krugowin z wszelkiego dobytku. Zrabowane dobra zwrócono po interwencji polskich partyzantów pod dowództwem ppor. Kacpra Miłaszewskiego, którzy rozbroili i aresztowali komunistów, a następnie odstawili ich do sowieckiego sztabu, aby zgodnie z polsko-sowieckim porozumiem ich ukarać, czego jednak komunistyczni dowódcy nie uczynili.